# Historia de Montevideo

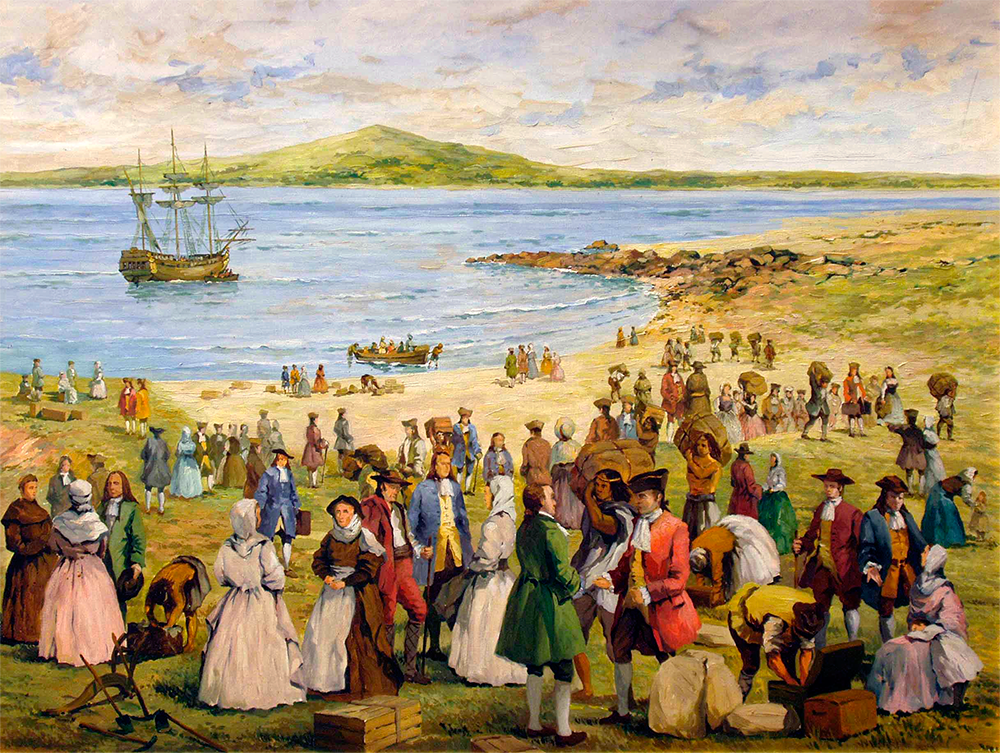
Desembarco de las primeras familias canarias en la Bahía de Montevideo a bordo de la fragata "Nuestra Señora de la Encina" el 19 de noviembre de 1726.

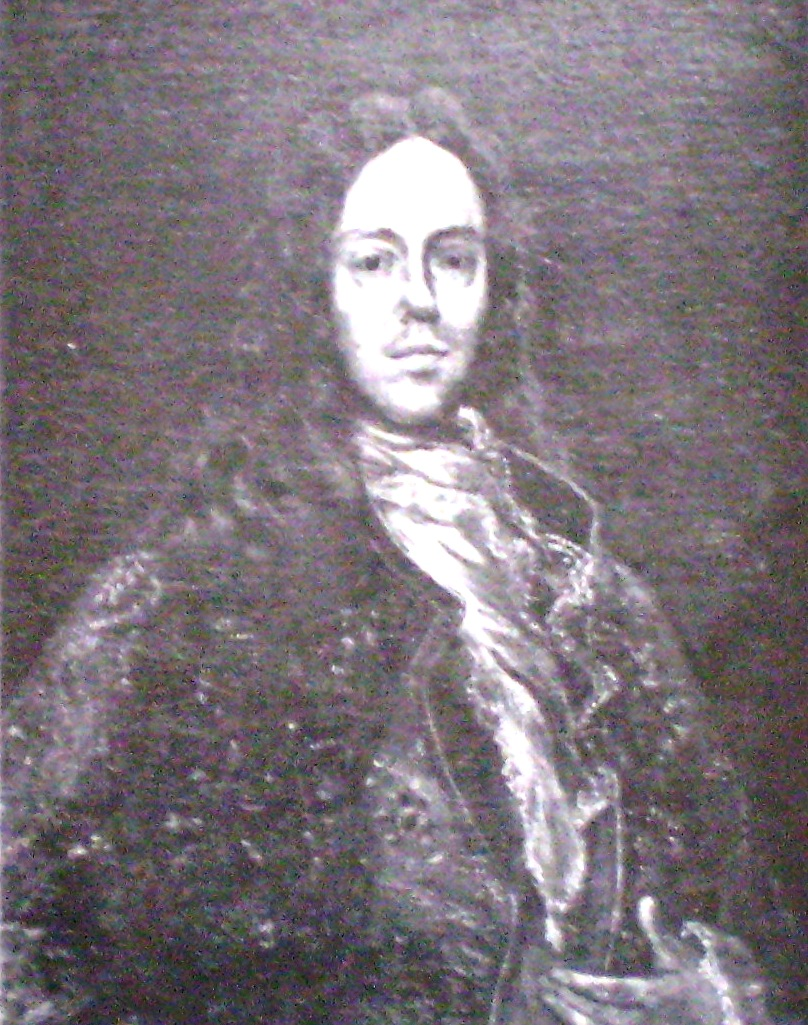
Retrato de Bruno Mauricio de Zabala, fundador de la ciudad.

La historia de Montevideo hoy capital de la República Oriental del Uruguay, tiene registros comprobados de presencia humana que se remontan al menos al año 2800 a.E. (4800 años antes del presente)

Montevideo, principal centro urbano del territorio al oriente del río Uruguay, se constituyó de forma natural en la capital del país. Primero mojón topográfico por el cerro  Monte-vi-deo con bahía a sus pies, luego puerto natural profundo y al fin plaza fuerte protegida por la muralla colonial.

## Pueblos Originarios
La arqueología informa de pueblos cazadores, recolectores y pescadores en el entorno de Montevideo. El hecho que Montevideo fuera el extremo oriental de la expansión guaraní en el Río de la Plata, sugiere la existencia de actividades agrícolas. Si bien la zona costera al oeste de Montevideo, fue un ámbito de competencia entre guaraníes y charrúas, la zona de Montevideo y las tierras al oriente del río Uruguay las ocuparon los guenoa-minuanes, una nación que los jesuitas llamaron guenoa y los españoles y portugueses minuana

## Ocupación colonial europea

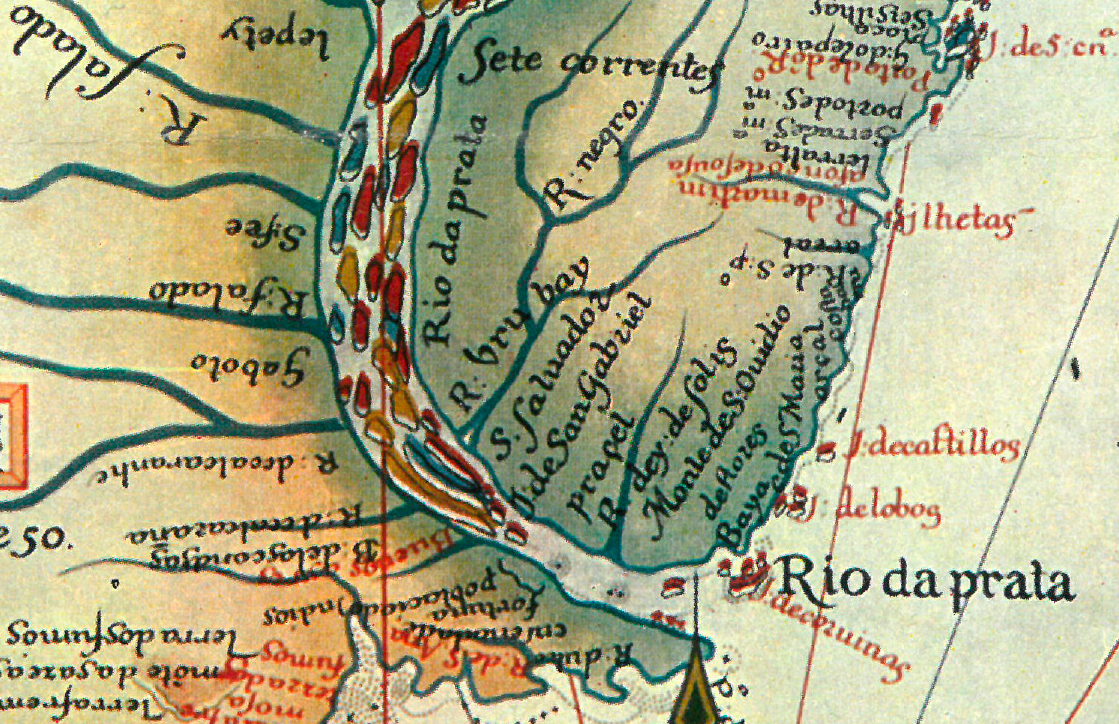
Mapa portugués de 1574 con Montevideo como "Monte de S. Ovidio". (c. 1574).

La zona fue visitada tempranamente por distintos exploradores al servicio de España y Portugal como Juan Díaz de Solís, Sebastián Gaboto y Hernando de Magallanes entre otros. 
La titularidad de las tierras donde se ubicaba el Monte-vi-d-eo, entre el río Paraná y el océano Atlántico, generó controversias entre las potencias luego del Tratado de Tordesillas de 1494. Los portugueses entendían que pertenecía a la capitanía de San Vicente establecida en 1534, los españoles sostenían que pertenecía a la gobernación de Nueva Andalucía del Río de la Plata.
La Gobernación de Nueva Andalucía del Río de la Plata, originalmente (1534-1539) comprendía todos los territorios entre los paralelos de las actuales ciudades de Curitiba y Pinamar, sufrió distintos desprendimientos. Hacia 1566 sólo comprende los actuales Uruguay, Paraguay, sur del Brasil, el Nordeste argentino más Entree Santa Fe y Buenos Aires.
Hacia 1617 se produce la separación del Paraguay, quedando consolidada la Gobernación del Río de la Plata con capital en Buenos Aires, y con jurisdicción sobre Montevideo, formando parte del Virreinato del Perú.
Entre 1680 y 1683 la soberanía de la región era de España. Los colonizadores portugueses de Brasil establecieron diversos asentamientos sobre las costas del Río de la Plata, frente a la ciudad de Buenos Aires, como Colonia del Sacramento. Sin embargo, los españoles no intentaron desalojar a los portugueses hasta 1723, cuando comenzaron a fortificar en la bahía, a los pies del cerro de Montevideo.
En 1776 más de un siglo y medio después de su creación, durante la etapa final de la dominación española, se conforma el Virreinato del Río de la Plata, con la incorporación del Paraguay, Alto Perú, Tucumán y Cuyo, manteniéndose la capital en Buenos Aires. La antigua gobernación pasó a tener el estatus de Intendencia de Buenos Aires, comprendiendo también Montevideo. En ese sentido, Montevideo se funda y consolida en el contexto de la Gobernación del Río de la Plata con capital en Buenos Aires.

## Fundación de Montevideo
La fundación de Montevideo fue un proceso lento y laborioso desde 1724 a 1726. El 22 de noviembre de 1723 los portugueses enviaron una expedición procedente de Río de Janeiro, al  mando del Mestre de campo Manuel de Freytas da Fonseca, que estaba compuesta por 150 soldados: 
“cento e cinqüenta soldados que com degredados, índios e mais serventes e oficiais de ofício fazem duzentas e cinqüenta pessoas”. governador Aires de Saldanha e 
Albuquerque. 
Levantaron un reducto con parapetos de tierra que no pudieron entablar, por no encontrar madera en la zona, con diez explanadas en las que dispusieron la artillería.
"el 1.º de diciembre del año de 1723 me dio noticia el capitán Pedro Gronardo, práctico de este Río de la Plata, que, habiendo llegado a la ensenada de Montevideo con motivo de conducir un navío del asiento de negros que volvía a Inglaterra, había hallado en ella uno de guerra de 50 cañones, portugués, con otros tres más chicos, mandados por don Manuel de Noroña; y en tierra, en 18 toldos, hasta 300 hombres que se fortificaban, y que le habían dicho venían a apoderarse y establecerse en aquel puerto, y le mandaron saliese de él." Bruno Mauricio de Zavala Gobernador y capitán general del Río de la Plata. 
Al día siguiente del desembarco apareció una tropa de treinta indios misioneros, y a partir del 7 de diciembre de 1723 los soldados españoles, que llegaron a a ser 200, cercaron a los portugueses y les secuestraron caballos y ganado.
Los españoles de Buenos Aires, demoraron 34 días para poner la nave capitana con algunos cañones de a 18" y 380 hombres; la nave almiranta con cañones de a 12" y 250 hombres, y el patache, añadiéndoseles un navío del asiento de negros, que también se armó a guerra.
El despliegue de los tres barcos artillados al mando del Gobernador y capitán general del Río de la Plata Bruno Zavala, determinó la retirada de los portugueses. Fonseca decidió abandonar la expedición el 19 de enero de 1724. 

El 22 de enero de 1724 comenzó el proceso de fundación de la ciudad española. 
Durante 1724 Zavala mandó levantar un bastión con foso, al que denominaron fuerte San José, se instalaron 10 cañones para defensa, se dejó una dotación de soldados y cerca de mil indígenas guaraníes misioneros. El 24 de diciembre de 1724 se afianzaba su fundación.
En un primer momento Zavala la denominó como puerto de San Felipe.

El 16 de abril de 1725 el Rey dispone 400 soldados y 50 familias de Galicia y Canarias para que se puedan poblar los dos «importantes puestos» de Montevideo y Maldonado.

En 8 de agosto de 1726 Zavala dispuso fundar y delinear una ciudad tarea que se encarga a Pedro Millán, mientras se aloja a las primeras seis familias provenientes de Buenos Aires.

[Millán] formó los libros de padrón y asiento de las familias que concurrieron a aquella nueva población, así de islas de canarias como de esta provincia, y también el plano y planta de dicha ciudad y repartimiento de cuadras, solares y tierras para chacras... Zavala (1726).

"Estando en esta nueva ciudad de San Felipe, puerto de Montevideo, a 24 días del mes de diciembre de 1726 años, el capitán de caballos corazas, don Pedro Millán, en virtud de orden del Excelentísimo Señor Gobernador y Capitán General de esta provincia,[...] para el efecto de señalar término y jurisdicción a esta dicha ciudad, donde sus vecinos y moradores tengan y puedan tener sus faenas de cueros y monte..." don Pedro Millán.

El 24 de diciembre de 1726 se la designó como San Felipe y Santiago de Montevideo, nombre que posteriormente se vería abreviado.
En 1727 se realiza la primera adjudicación de solares de la ciudad a los primeros pobladores.

En 1729 se llevó a cabo el segundo reparto general de solares de la planta urbana, después de la llegada del segundo grupo de los pobladores canarios, unas 30 familias.

El primer y el segundo reparto de chacras sobre el arroyo Miguelete se realizaron en 1727 y 1730.
Según el padrón oficial, en sus orígenes estuvo compuesta por cincuenta familias de origen canario, unos mil indígenas guaraníes, a las que posteriormente se sumarán africanos (de origen bantú de los reinos de Bengela, Ngola y Kongo) como esclavos.[cita requerida]
El 20 de diciembre de 1729 llegó el real decreto del rey Felipe V, que estableció de acuerdo a “Las Leyes de Indias” el nombramiento de los integrantes del Cabildo, para la “Plaza Fuerte y Puerto de San Felipe y Santiago de Montevideo”. Los primeros integrantes del cabildo fueron: Alcalde del primer voto, José de Vera Perdomo; Alcalde de segundo voto, José Fernández Medina; Alguacil Mayor, Cristóbal Cayetano de Herrera; Alférez Real, Juan Camejo Soto; Fiel ejecutor y procurador de la Ciudad, José González de Melo; Regidor depositario general, Jorge Burgues; Alcalde Provincial, Bernardo Gaytán; Alcalde de la Santa Hermandad, Juan Antonio Artigas.
Zavala cruza desde Buenos Aires para tomarles juramento a los cabildantes: 

"Habiendo así jurado les di la posesión de sus empleos y magistrados en nombre de Su Majestad. Y lo firmaron conmigo los que supieron y por los testigos legales con quienes lo autorizo, a falta de escribano público, ni real y en este libro de acuerdos capitulares en papel común." Zavala.

El 15 de enero de 1730 Zavala creó la “Compañía de Caballos Corazas”, para la defensa militar de la Ciudad junto a unidades de la Real Armada y Ejército Real, teniendo además a su cargo "el orden y seguridad pública de la campaña". Nombrando para comandarla, al “capitán Juan Antonio Artigas”.
El proceso de fundación de la ciudad en el puerto del cerro de Montevideo culminó en 1730 con la conformación del cabildo de Montevideo.
 ... que desde la boca del arroyo que llaman de Jofré, siguiendo la costa del Río de la Plata hasta este puerto de Montevideo, y desde él siguiendo la costa del mar hasta topar con las sierras de Maldonado, ha de tener de frente este territorio, y por mojón de ella, el cerro que llaman Pan de Azúcar; y de fondo hasta las cabezadas de los ríos San José y Santa Lucía, que van a rematar a un albardón que sirve de camino a los faeneros de corambres, y atraviesa la tierra desde la misma sierra y paraje que llaman Cebollati, y viene a rematar este dicho albardón a los cerros que llaman Guejonmí, y divide las vertientes de los dichos ríos San José y Santa Lucía a esta parte del sur, y las que corren hacia la parte del norte y componen el río de Yi y corren a los campos del río Negro. Y con esta seña del dicho albardón, que divide las vertientes a norte y sur, y ha de servir de mojón por la parte del fondo, queda deslindado el término y jurisdicción que señalo a esta ciudad por su frente y fondo como va referido.

## Virreinato del Perú
Montevideo formó parte del Virreinato del Perú hasta el año 1776. 
La gobernación del Río de la Plata fue creada por el rey Felipe III en diciembre de 1617, como medida de separación de la gobernación de la Guairá o del Paraguay.

El Gobierno político y militar de Montevideo fue creado en 1751, mientras era rey Fernando VI, con el objetivo de hacer más efectivo el control de la margen oriental del Río de la Plata.

## Virreinato del Río de la Plata

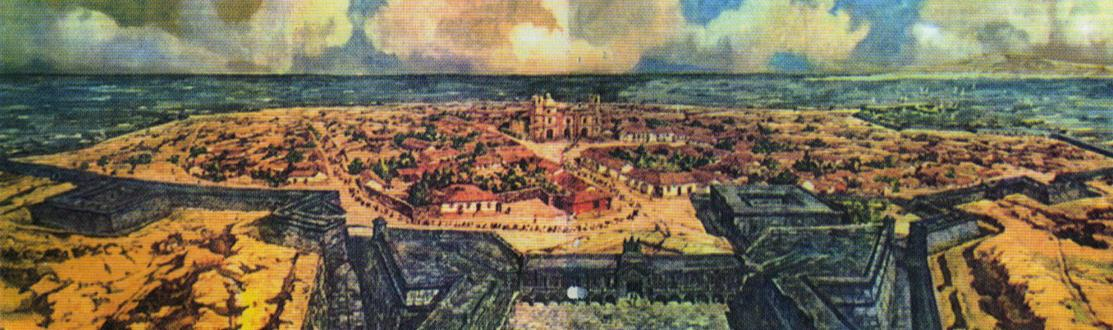
Montevideo hacia fines del, según reconstrucción de Leonie Matthis.

Se denominó gobernación de Buenos Aires oficialmente desde 1777, fue una entidad territorial de la Monarquía española. 
La importancia de Montevideo como principal puerto y Apostadero Naval de la armada del Virreinato del Río de la Plata, le granjeó en varias oportunidades enfrentamientos con Buenos Aires, capital del Virreinato.

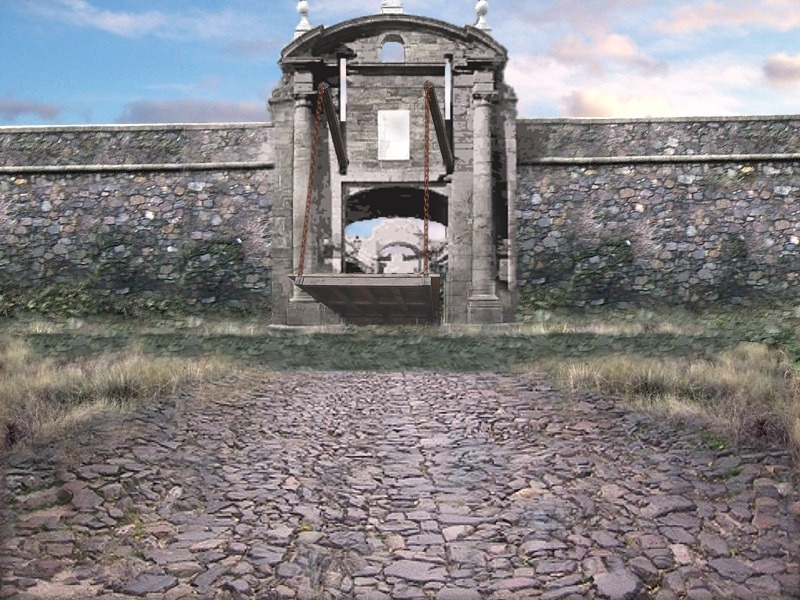
Recreación digital de la Ciudadela de Montevideo durante el período colonial.

El 19 de enero de 1811, tras los sucesos revolucionarios de 1810, el virrey Elío trasladó la capital del virreinato hacia Montevideo, desde donde gobernaron hasta noviembre las últimas autoridades españolas.

## Invasiones inglesas

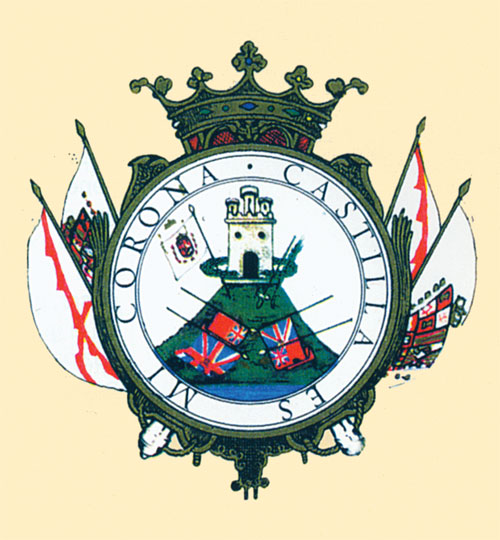
Escudo de Montevideo usada luego de la invasión inglesa de 1806.

En la Primera Invasión Inglesa de 1806, las tropas británicas ocuparon la ciudad de Buenos Aires, capital del Virreinato del Río de la Plata.

El gobernador de Montevideo Pascual Ruiz Huidobro, formó una expedición militar desde el fuerte de Montevideo, al mando del capitán de navío Santiago de Liniers, que reconquistó la ciudad de Buenos Aires. En mérito a ello, el Rey de España concedió, en 1809, el título de la “Muy Fiel y Reconquistadora Ciudad de San Felipe y Santiago de Montevideo”, facultándola a añadir en su escudo de armas banderas inglesas abatidas al pie del cerro de Montevideo, y en torno a este una corona de olivo atravesada por las reales armas, palma y espada.
En la Segunda Invasión Inglesa de 1807, las tropas del ejército británico tomaron Montevideo. El 16 de enero, Samuel Auchmuty desembarcó a 10 kilómetros de Montevideo, en el puerto del Buceo. El 3 de febrero de 1807, la operación conjunta de infantería y de marina británica logró ocupar la ciudad.

## Revolución de 1810
Montevideo se mantuvo fiel a sus autoridades, durante el levantamiento revolucionario de Buenos Aires y las provincias. 

El 19 de enero de 1811 el virrey Francisco de Elío estableció la capital del virreinato en Montevideo, donde se hallaba el Apostadero Naval de la marina española y desde donde gobernaron las autoridades españolas hasta 1814.

Montevideo fue sitiada en 1811 y entre 1812 y 1814, año en que fue ocupada por los revolucionarios. Entre 1817 y 1828 fue ocupada por portugueses y brasileños.
Tras la consolidación de Uruguay como Estado independiente en 1825, la ciudad fue establecida como capital del nuevo Estado Oriental del Uruguay.
Sufrió un sitio de 8 años entre 1843 y 1851, durante la Guerra Grande, que le valió el sobrenombre de "Nueva Troya".
En 1888 se registró el único terremoto que la ha afectado en su historia.

## Crecimiento y modernización

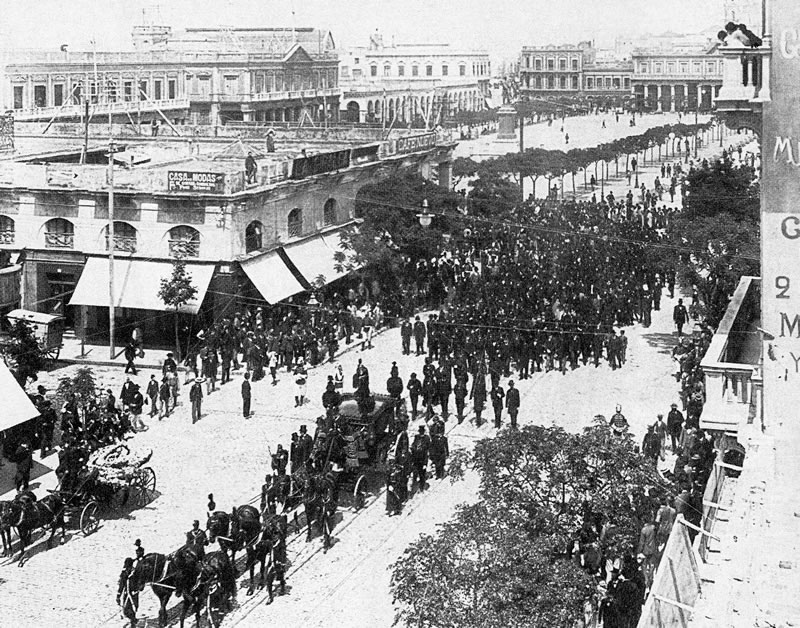
Plaza Independencia al fondl. 1897.

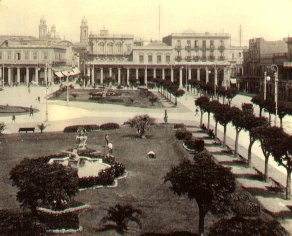
Plaza Independencia, Montevideo, c. 1900

En el correr del siglo XIX recibió grandes cantidades de inmigrantes europeos, especialmente españoles e italianos, seguidos de franceses y alemanes, además de las más diversas nacionalidades de aquel continente y zonas periféricas a él (ingleses, polacos, griegos, húngaros, rusos, libaneses, armenios, judíos de diversos orígenes, etc.) que aportaron su importante diversidad cultural.
La ciudad se fue extendiendo, abarcando toda la costa este del departamento, la bahía y buena parte de la zona norte. Este crecimiento no fue bien planificado; Francisco Piria y otros hábiles rematadores de bienes raíces tentaron a muchas familias a establecerse en terrenos relativamente alejados del Centro.
La Rambla de Montevideo le ha dado una fisonomía muy característica a esta ciudad, con su arco de playas.